# Мосьциська (гміна Скрвільно)
Мосьциська (пол. Mościska) — село в Польщі, у гміні Скрвільно Рипінського повіту Куявсько-Поморського воєводства.
Населення — 159 осіб (2011).
У 1975-1998 роках село належало до Влоцлавського воєводства.

## Демографія
Демографічна структура станом на 31 березня 2011 року:
|          | Загалом | Допрацездатний вік | Працездатний вік | Постпрацездатний вік |
| -------- | ------- | ------------------ | ---------------- | -------------------- |
| Чоловіки | 85      | 30                 | 44               | 11                   |
| Жінки    | 74      | 16                 | 34               | 24                   |
| Разом    | 159     | 46                 | 78               | 35                   |